# Suicidal Tendencies

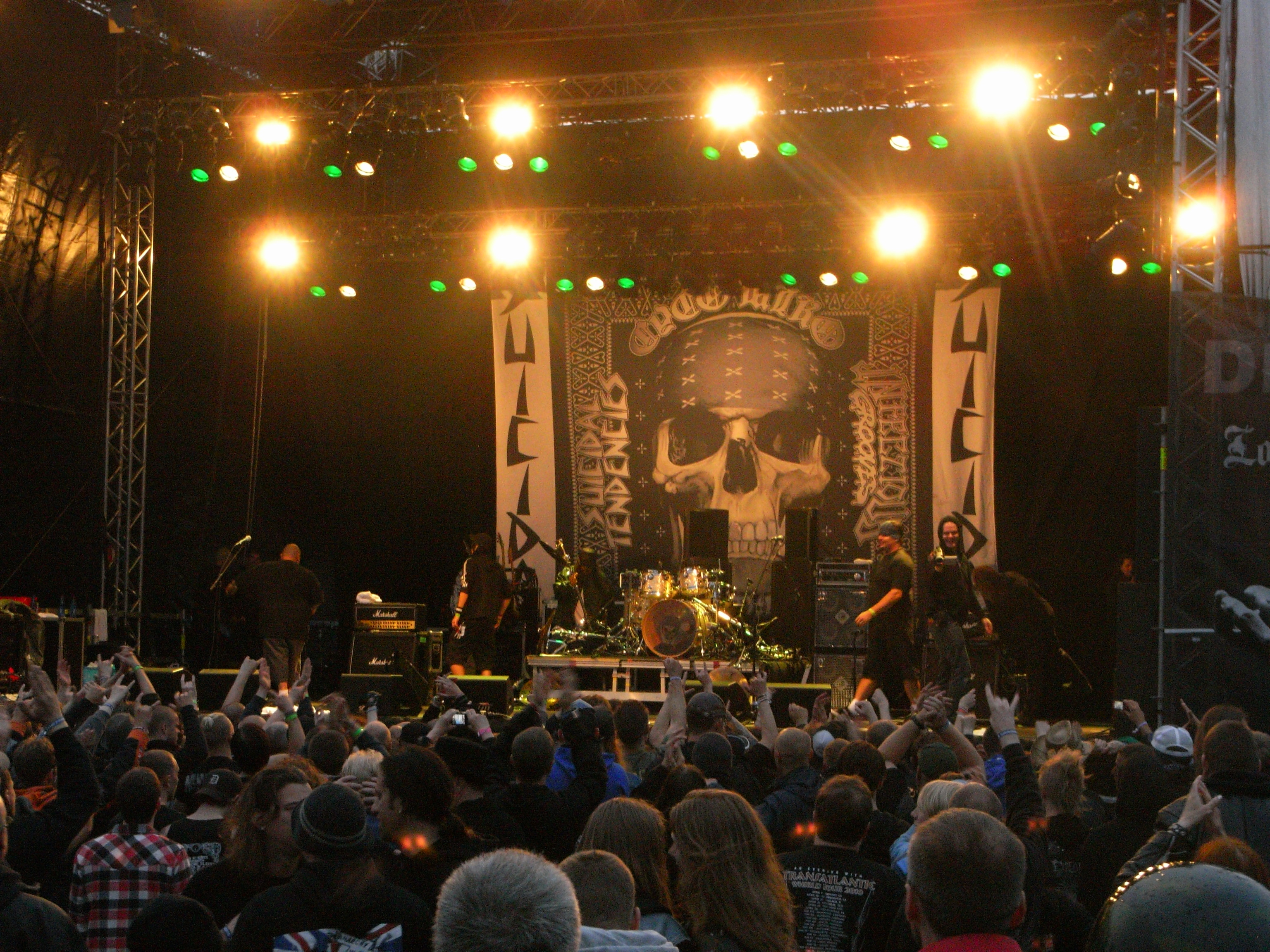
Suicidal Tendencies 2010

Suicidal Tendencies är ett amerikanskt crossoverband som blandar hardcore och thrash metal, bildat 1981 i Venice, Kalifornien. Sångaren och låtskrivaren Mike Muir är den enda bandmedlemmen som varit med under hela bandets livstid.
Som ett sidoprojekt var Mike Muir under 1990- och 2000-talet verksam även i bandet Infectious Grooves tillsammans med Robert Trujillo, Josh Freese och Brooks Wackerman.

## Medlemmar
Nuvarande medlemmar
- Mike Muir – sång (1981–)
- Dean Pleasants – gitarr (1996–)
- Ra Díaz – basgitarr (2016–)
- Dave Lombardo – trummor (2016–)

Tidigare
- Dave Nassie – gitarr
- Mike Dunnigan – basgitarr (1981–1982; död)
- Carlos Egert – trummor (1981)
- Mike Ball – gitarr (1981–1983)
- Louiche Mayorga – basgitarr (1982–1987)
- Andrew Evans – basgitarr (1982)
- Amery AWOL Smith – trummor (1982–1983)
- Sean Dunnigan – trummor (1982; död 2002)
- R. J. Herrera – trummor (1983–1991)
- Rick Battson – gitarr (1983)
- Jon Nelson	– gitarr (1983–1984)
- Grant Estes – gitarr (1983)
- Rocky George – gitarr (1984–1995)
- Bob Heathcote – basgitarr (1987–1989)
- Ric Clayton – basgitarr (1987)
- Mike Clark	– gitarr (1987–2012)
- Robert Trujillo – basgitarr (1989–1995)
- Jimmy DeGrasso – trummor (1992–1995)
- Josh Paul – basgitarr (1996–2002)
- Brooks Wackerman – trummor (1996–2002)
- Steve Bruner – basgitarr (2002–2012)
- Ron Bruner Jr. – trummor (2002–2008)
- Dave Hidalgo Jr. – trummor (2008)
- Eric Moore	– trummor (2008–2014, 2014–2016)
- Tim "Rawbiz" Williams – basgitarr (2012–2014; död 2014)
- Nico Santora – gitarr (2012–2016)
- Michael Morgan – basgitarr (2014–2016)
- Thomas Pridgen – trummor (2014)
- Jeff Pogan – gitarr (2016–2018)

## Diskografi
- 1983 – Suicidal Tendencies
- 1987 – Join the Army
- 1988 – How Will I Laugh Tomorrow When I Can't Even Smile Today
- 1989 – Controlled by Hatred/Feel Like Shit...Déjà Vu (EP)
- 1990 – Lights...Camera...Revolution!
- 1992 – The Art of Rebellion
- 1993 – Still Cyco After All These Years
- 1994 – Suicidal for Life
- 1998 – Six the Hard Way (EP)
- 1999 – Freedumb
- 2000 – Free Your Soul and Save My Mind
- 2008 – Year of the Cycos (Suicidal Tendencies, Infectious Grooves och Cyko Miko)
- 2010 – No Mercy Fool!/The Suicidal Family (samlingsalbum)
- 2013 – 13
- 2016 – World Gone Mad
- 2018 – Still Cyco Punk After All These Years